# Operation Yewtree
Operation Yewtree er en politimæssig efterforskning, som blev indledt, efter at man i 2012 fandt ud af at den i dag afdøde mediepersonlighed Jimmy Savile havde et omfattende misbrug af børn. Operationen skal afdække seksualforbrydelser begået af prominente kendisser.